# Les Borges del Camp
Les Borges del Camp és una vila i municipi de la comarca del Baix Camp, situada a l'extrem occidental del Camp de Tarragona, al peu dels contraforts de la Serra de la Mussara i les muntanyes de Prades.

## Geografia
- Llista de topònims de les Borges del Camp (Orografia: muntanyes, serres, collades, indrets..; hidrografia: rius, fonts...; edificis: cases, masies, esglésies, etc).

El terme municipal té una extensió de 8,14 km². El terme municipal és voltat pels de Botarell a la banda sud-oest, Alforja al nord-oest, Maspujols al nord-est i Riudoms al sud-est.
Situada a 247 metres d'altitud, és al peu d'un turó a l'esquerra de la riera d'Alforja, un curs d'aigua normalment sec que per diversos barrancs que li són subsidiaris drena el municipi. Per aprofitar els aqüífers del subsòl, s'han construït diverses mines, pous i fonts dispersos arreu del terme.
Es troba molt ben comunicada mitjançant la xarxa fèrria (línia Barcelona-Saragossa-Madrid) i de carreteres i autopistes.
El 2019 tenia 2.037 habitants que hom anomena borgencs i borgenques.

## Història
Apareix citat per primera vegada l'any 1154 en una butlla pronunciada per Anastasi IV. Formava part de la vall d'Alforja, les terres de la qual havien estat lliurades el 1158 per Ramon Berenguer IV a Ramon de Ganagot. Més tard, el 1243, va quedar en possessió del monestir de Bonrepòs, a la mort de Pere dels Arcs, però el mateix any va ser comprat per l'arquebisbe Pere d'Albalat. D'es d'aquell moment, Les Borges va formar part de la baronia o terme episcopal d'Alforja. L'arquebisbe Albalat va obtenir del rei, a canvi de la condonació d'un deute pendent, tots els drets de la monarquia damunt la vila.
Va ser un dels municipis en què es va iniciar la Comuna del Camp a començaments del segle xiv. Pere III va ordenar que la ciutat s'emmurallés, muralles que seguien dempeus el 1774. Durant tota l'edat mitjana l'oposició amb Alforja va ser constant, amb l'intent d'obtenir la independència administrativa. El segle xvi va ser intens en les lluites entre les dues poblacions, ja fossin armades o jurídiques. Ja el 1596 els borgencs havien deixat d'assistir a les reunions del terme d'Alforja, fins que una ordre judicial els va obligar a tornar. El poble no va aconseguir la independència administrativa fins al 1835.
A partir del segle xvi el municipi va sofrir contínues crisis econòmiques, malgrat el descobriment d'una mina de plata i altres metalls l'any 1590, i les referències a la importància de les arnes, del conreu de la morera per als cucs de seda i de les figues seques, com consta a les ordinacions redactades el 1654. Aquestes crisis van ser agreujades per la Guerra dels Segadors i una epidèmia de pesta que va assolar la població el 1650.
Va estar ocupat per les tropes franceses el 1810. El 1822 es produïren les primeres topades entre els reialistes revoltats i els liberals reusencs. Aquell any, 42 homes de la partida reialista de Miralles que volien ocupar Reus morien a la vila, sembla que per cansament de la fugida o per haver begut aigua enverinada al Mas de les Ànimes. El poble va optar majoritàriament pels carlins a la Primera Guerra Carlina. El 1873, durant la Tercera guerra carlina, el poble va ser ocupat per part de les tropes carlistes i el 1874 es va produir en el seu terme municipal un enfrontament entre aquests i les tropes liberals. Les eleccions municipals de 1934 van ser guanyades per la Unió de Dretes, però un cop va esclatar la guerra, l'ajuntament elegit pel poble, va haver de cedir el poder al Comitè d'esquerres. Les destrosses produïdes durant els primers anys de la guerra van ser importants; primerament la destrucció i crema de tots els retaules i objectes litúrgics de l'església, a més a més de la destrucció de dues de les campanes del campanar. De l'ermita també se'n va cremar tot menys la imatge de la Mare de Déu de la Riera. A les acaballes de la guerra, l'ermita i diversos ponts d'entrada del poble van ser volats. Durant la guerra, diverses bombes de l'aviació alemanya, que venien de bombardejar Reus, van caure al terme municipal.
El 25 d'abril de 2010, Les Borges del Camp va participar en la tercera onada de consultes independentistes  Arxivat 2010-04-27 a Wayback Machine. promogudes des de la societat civil catalana, amb el següent escrutini.
| Padró                                                                                      | Vots          | Sí            | No         | Blanc      | Nul       |
| ------------------------------------------------------------------------------------------ | ------------- | ------------- | ---------- | ---------- | --------- |
| 1.717                                                                                      | 787* (45,78%) | 721* (91,60%) | 25 (3,18%) | 38 (4,83%) | 3 (0,38%) |
| (* Inclouen un vot electrònic que es va emetre i no es va comptabilitzar en alguns medis.) |               |               |            |            |           |

## Cultura

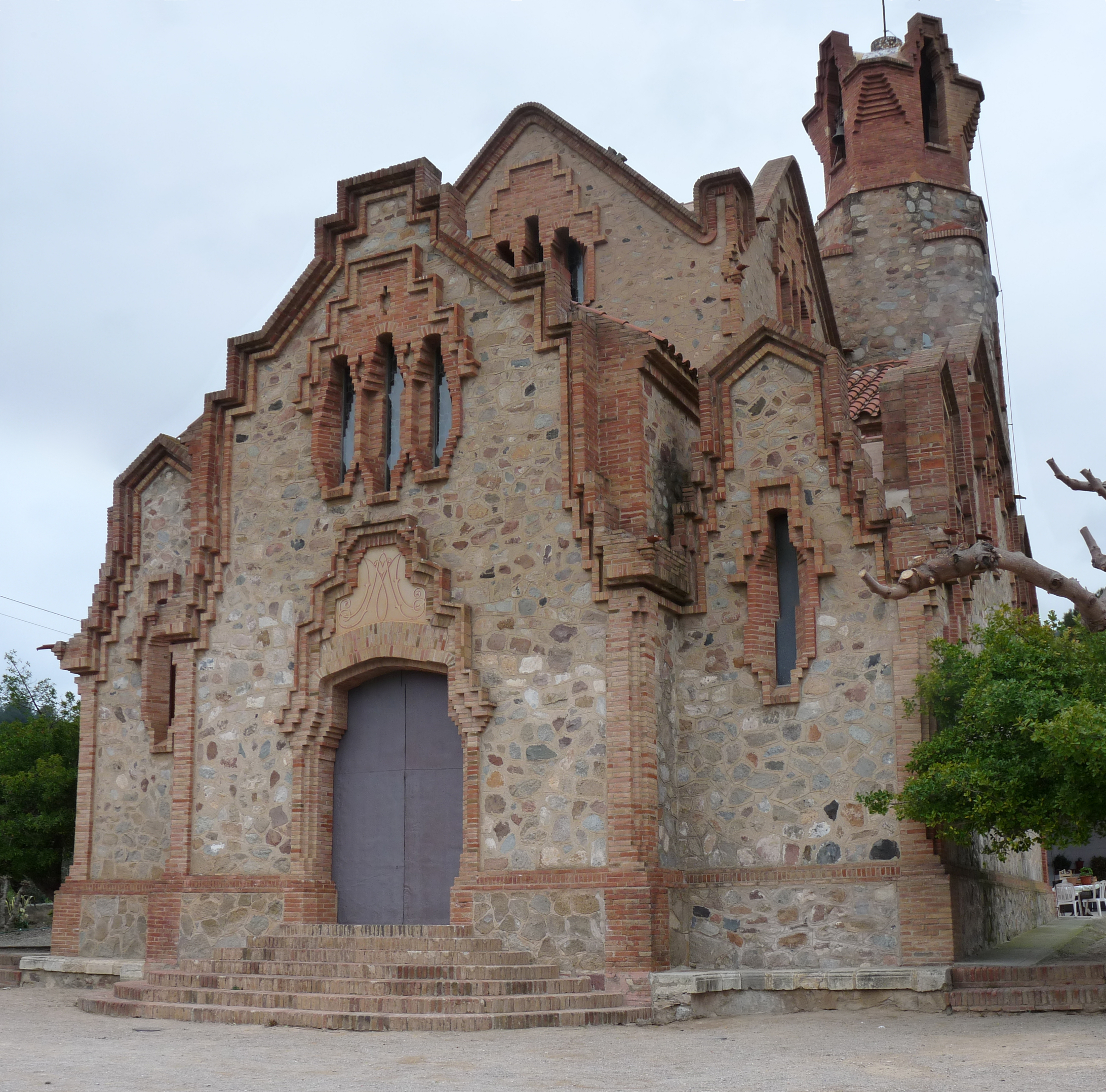
Ermita de la Mare de Déu de la Riera

L'església parroquial està dedicada a la Verge de l'Assumpció. La construcció va començar el 1773. Té una façana d'estil neoclàssic senzill. Té tres naus i un cor d'estil barroc, i un campanar de 42 metres d'alçària. Durant la guerra civil espanyola, van ser cremats els onze altars de gran valor artístic i tots els altres elements religiosos que hi havia.
A prop del poble hi ha l'ermita de la Mare de Déu de la Riera, en la qual es venera una talla policromada del segle xiii. L'edifici original, obra de Francesc Berenguer i Mestres, va ser construït el 1904, però es va destruir per complet el 1939 durant la reculada de l'exèrcit republicà. L'actual és de 1954, reconstruïda per l'arquitecte Francesc Adell.
El poble comptava amb diverses torres de defensa, la majoria enderrocades. Subsisteix encara la "Torre dels Moros", en estat ruïnós, possiblement construïda el segle xvi. Prop seu n'hi havia una altra enderrocada fa uns anys per refer un mas. A la cruïlla dels camins de Riudoms i de Riudecols, a tocar de les cases del poble, hi ha l'antiga creu del fossar de sant Bartomeu, duta allà el segle xviii, enderrocada el 1934 i el 1936 va ser reconstruïda el 1935 i de nou el 1940.

## Festes
- Festa Major de la Mare de Déu de la Riera: La Festa Major de les Borges del Camp té els seus orígens en els romiatges que celebrava la població de les Borges des que va ser trobada la imatge de la Mare de Déu de la Riera en data desconeguda. Tot just iniciat el segon terç del segle xviii, la festa major, que fins aleshores se celebrava el 15 d'agost, es va traslladar al 8 de setembre.Tradicionalment, la festa comprès els dies 7, 8, 9 i 10 de setembre, als quals s'afegeix l'11, data de la Diada Nacional de Catalunya. Però el dia més típic i emotiu de la festa, per a tots els borgencs, és el dia 7, la vigília de la celebració de l'acte de l'Arribada. Aquesta és, sense cap mena de dubte, actualment, la gran festa de la nostra vila, festa que és coneguda arreu de la comarca i de molts llocs de les comarques veïnes.

Sobre la nostra festa deia l'Artur Dasca i Sumsí, un erudit borgenc, que començà essent una mena de romiatge que cada any, des que va ser trobada la Imatge de la Mare de Déu de la Riera en data inconeguda, celebra la vila de les Borges el 8 de setembre per a anar a postrar-se als peus de la celestial patrona a aleshores veïna parròquia de Sant Bartomeu, esdevinguda actualment ermita de la Mare de Déu de la Riera. En unir-se les parròquies de Sant Bartomeu de la Quadra dels Tascals i la de Santa Maria Assumpta de les Borges del Camp, tot just iniciat el segon terç del segle xviii, el romiatge s'anà perdent i la festa major que fins aleshores se celebrava el 15 d'agost, festa de la titular de la parròquia borgenca, es traslladà el vuit de setembre. Sembla, doncs, que la tradició d'anar a buscar la venerada imatge al seu santuari es pot datar amb forces possibilitats a aquella època i amb seguretat des del 1.859 documentat en la consueta parroquial.
- Festa Major de Sant Antoni Abat: També és coneguda com a festa major petita i se celebra el tercer dissabte de gener. Sempre havia tingut un caràcter de dedicació a la pagesia local i la benedicció dels animals. Actualment els actes religiosos són: Ofici solemne, adoració de la relíquia, processó pels carrers de la vila amb la imatge i la relíquia del Sant i benedicció dels animals. Els lúdics solen ser sardanes, ball, teatre, cinema, espectacle de varietats... Aquesta Festa Major d'hivern és documentada del segle xvii. Fins a l'any 1973 se celebrava els dies 17, 18 i 19 de gener, però el 1974 es traslladà al tercer dissabte de gener. Actualment, aquesta festa és força més modesta que la d'estiu, però és de molt reculada tradició i es troba documentada, ja, el 1669. L'acte més típic i més bonic d'aquesta festa és la benedicció dels animals que al mateix temps la convertia en una festa de la pagesia. No fa pas molts anys, el record encara és ben viu en la gent de mitjana edat, el replà de l'Església, la plaça més típica i coneguda de la vila, s'omplia de gom a gom de tota mena d'animals auxiliars dels pagesos. Malauradament ha perdut força el seu tipisme per la manca de cavalls i eugues, però sobretot mules i matxos i rucs i someres. Però els borgencs i les borgenques es resisteixen a perdre la tradició, la volen conservar a tot preu i hi duen a beneir, junt amb els pocs animals grossos, els gats i els gossos i àdhuc els ocells engabiats i altres petits animals. Ja fa anys, i fins a més enllà de la meitat del segle xx acabat l'acte de la benedicció se solien organitzar de faisó espontània una mena de curses populars que animaven força la festa. I quan aquelles competicions no es feien, que no eren regulades, també tenia la festa el seu interès amb la desfilada que s'organitzava després de les asperges, tot baixant el Replà, que era tot un espectacle.
- Capvuitada de Corpus: La festa de la Capvuitava és considerada com a Festa Major religiosa. De les tres diades pròpies i tradicionals de la vila, és l'única de la qual es coneix documentalment la data de fundació i els fets que la motiven. Se celebra cada any els dijous de la vuitada de Corpus, des de fa més de dos-cents anys. L'estiu del 1796 va caure sobre una bona extensió del terme municipal una forta pedregada que va destruir una gran part de la collita. Aquest fenomen meteorològic advers, si hagués estat aïllat, possiblement no hauria promogut cap mena d'acció, però resultà que s'anà repetint cada any, cada estiu, durant cinc anys consecutius fins que el 29 de juliol del 1800 la pedregada va ser tan forta que ho assolà tot, fins a tal punt que es va perdre la collita i va destruir bona part de les vinyes, les oliveres, els avellaners i altres arbres fruiters i hortalisses. El mal va ser de tal gravetat, que els prohoms de la vila reuniren en Consell General a tots els caps de casa i després de prou debatre el tema, l'única solució que saberen trobar, davant la impotència per a controlar els meteors adversos, va ser la d'encomanar-ho tot a Déu i així fou que decidiren, tots d'un ànim, votar la festa de Capvuitava, que començà a celebrar-se l'any següent, és a dir, el 1801, per tal d'imposar la divina protecció perquè fes la vila estalvi de la pesada càrrega de les pedregades. És fama entre els borgencs i així ho diu també la Consueta Parroquial, que des d'aleshores no ha fet cap més calamarsa greu al terme.

## Economia
La principal activitat econòmica del municipi és l'agricultura. L'oli que s'hi produeix té la denominació d'origen Siurana. També hi ha plantacions d'arbres fruiters i horts. A partir del segle xvi està documentat el conreu dels avellaners.
El municipi disposa d'un polígon industrial.

## Símbols

### Escut

Escut de les Borges del Camp

L'escut caironat és la forma que heràldicament usen les poblacions dels Països Catalans, i en aquest cas presenta el camp daurat.
La banda ondada d'atzur representa la riera que creua el terme de punta a punta, passant per ponent del nucli urbà, riera que dona nom al santuari marià de la vila sota l'advocació de la Mare de Déu de la Riera.
La creu de tau de sable que carrega la banda és una al·legoria a la secular pertinença de la vila a la Mitra de Tarragona.
Els dos arbres a la destra signifiquen la seva pertinença històrica, com a vila fundacional, de la Comunitat de Pobles del Camp de Tarragona, institució nascuda a principis del segle xiv, que subsistí fins al Decret de Nova Planta de Felip V, el 1716, i que va ser coneguda com la Comuna del Camp (només n'hi hauria d'haver un, però per a assolir la simetria se'n presenten dos).
Les dues borges a la sinistra estan relacionades amb l'origen etimològic de Borja, i n'hi ha dues per a significar el plural.
La corona mural s'hi afegí per la categoria de vila que ostenta el nostre municipi.

### Bandera
Bandera apaïsada, de proporcions dos d'alt per tres de llarg, groga, amb una banda ondada de dues crestes, blau clara, de gruix 1/6 de l'alçada del drap, posada de l'angle superior al costat de l'asta a l'inferior del vol, amb les dues borges verdes de l'escut, d'alçada 1/3 de la del drap i d'amplada 1/6 part de la llargada del drap, una centrada a la meitat superior de l'últim terç vertical i l'altra a la meitat inferior del primer terç.

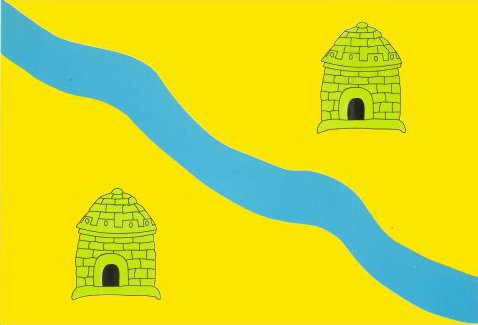
Bandera

## Demografia
| 1497 f | 1515 f | 1553 f | 1717 | 1787 | 1857  | 1877  | 1887  | 1900  | 1910  |
| ------ | ------ | ------ | ---- | ---- | ----- | ----- | ----- | ----- | ----- |
| 24     | 34     | 39     | 485  | 796  | 1.062 | 1.056 | 1.229 | 1.175 | 1.086 |

| 1920  | 1930  | 1940  | 1950  | 1960  | 1970  | 1981  | 1990  | 1992  | 1994  |
| ----- | ----- | ----- | ----- | ----- | ----- | ----- | ----- | ----- | ----- |
| 1.208 | 1.213 | 1.157 | 1.123 | 1.220 | 1.289 | 1.349 | 1.387 | 1.391 | 1.391 |

| 1996  | 1998  | 2000  | 2002  | 2004  | 2006  | 2008  | 2010  | 2012  | 2014  |
| ----- | ----- | ----- | ----- | ----- | ----- | ----- | ----- | ----- | ----- |
| 1.471 | 1.476 | 1.577 | 1.666 | 1.769 | 1.914 | 2.061 | 2.141 | 2.127 | 2.077 |

| 2016  | 2018  | 2020  | 2022  | 2024  | 2026 | 2028 | 2030 | 2032 | 2034 |
| ----- | ----- | ----- | ----- | ----- | ---- | ---- | ---- | ---- | ---- |
| 2.070 | 2.080 | 2.056 | 2.148 | 2.260 | -    | -    | -    | -    | -    |

## Eleccions municipals
Nombre de regidors per partit
| Junts  | - | - | - | - | - | - | - | - | -  | -  | 6  | 6  |  |  |
| PSC    | 3 | 3 | 3 | 2 | 1 | 1 | 1 | 1 | 1  | 1  | 1  | 1  |  |  |
| PP     | - | 2 | 1 | 0 | 0 | 0 | 0 | 0 | 0  | 0  | -  | -  |  |  |
| ERC    | - | - | 1 | - | 2 | 2 | 2 | 2 | 2  | 4  | 4  | 3  |  |  |
| ECP    | - | - | - | - | - | - | - | 1 | 0  | -  | -  | -  |  |  |
| CUP    | - | - | - | - | - | - | - | - | -  | -  | -  | 1  |  |  |
| CiU    | 4 | 4 | 4 | 7 | 6 | 6 | 6 | 5 | 8  | 6  | -  | -  |  |  |
| UCD    | 2 | - | - | - | - | - | - | - | -  | -  | -  | -  |  |  |
| Altres | - | - | - | - | - | - | - | - | -  | -  | -  | -  |  |  |
| Total  | 9 | 9 | 9 | 9 | 9 | 9 | 9 | 9 | 11 | 11 | 11 | 11 |  |  |
|        |   |   |   |   |   |   |   |   |    |    |    |    |  |  |

## Llocs d'interès
- El centre històric del poble, que conserva alguns habitatges interessants, ha estat declarat Bé cultural d'interès local[6]

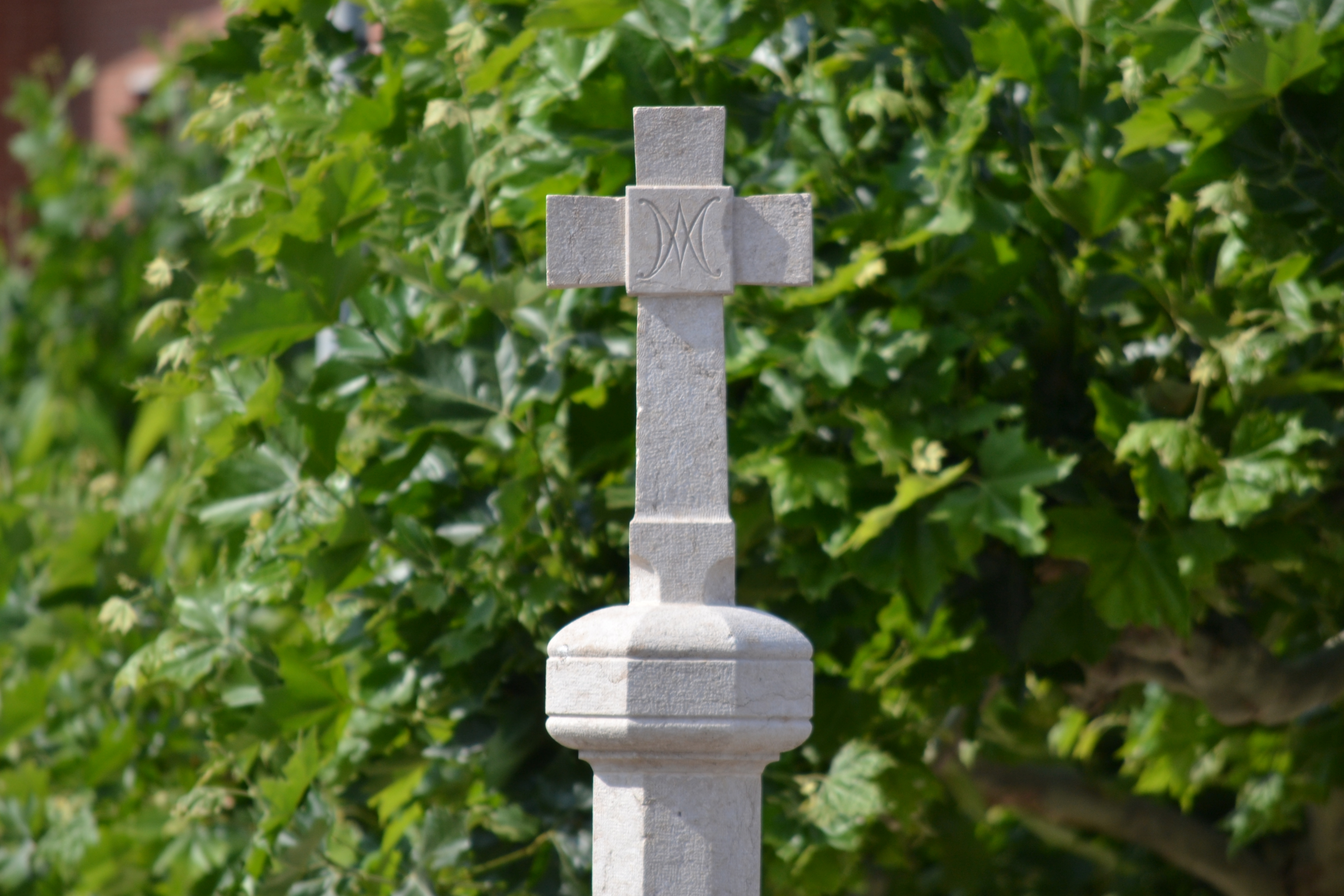

- Ermita de la Mare de Déu de la Riera
- Església de la Mare de Déu de l'Assumpta
- Miradors
- Cal Dasca
- Torre Sans
- La Creueta
- El Cementiri
- el Pont de ferro
- El Pont de l'Oriol
- La Torre dels moros

## Fills il·lustres
- Pere de Padilla, tinent coronel del Regiment de Nostra Senyora del Roser de l'Exèrcit de Catalunya durant la Guerra de Successió Espanyola.[1]
- Maties de Vall i Llaberia, militar i polític català.
- Mossèn Josep Bonet, impulsor de l'edificació de l'actual temple parroquial.
- Magdalena Martorell i Ferrer, coneguda com la senyora de Gener, benefactora de la vila.
- Manuel Giol i Borràs, claretià considerat mereixedor de la santedat.
- Joan Montpeó Masip, mort durant la guerra civil espanyola i beatificat.
- Joan Domingo i Llaberia, va fer la volta al món caminant.
- Ferran Jové Hortoneda, erudit, historiador i toponimista.
- Jaume Miralles i Toda, trompetista i compositor.
- Artur Juncosa i Carbonell, filòsof i activista.[7]
- Cecília Boqué Dalmau, abadessa del Monestir de Sant Benet de Montserrat.

## Entitats[8]
- ADF Les Borges del Camp
- Agrupació Local de Publicacions Informatives i Cíviques (ALPIC) - La Borja
- AMPA CEIP Rocabruna
- AMPA IES Fontanelles
- Associació Cultural de Dones Borgenques
- Associació de Donants de Sang del Baix Camp
- Associació de Gent Gran de les Borges del Camp
- Associació Els Trapelles
- Bici Borges Club
- Càritas Les Borges
- Club Esportiu Les Borges
- Colla de Diables
- Colla Gegantera
- Cor Parroquial
- Amics de l'Ermita de la Mare de Déu de la Riera
- Cooperativa Agrícola
- Mina de Sant Isidre
- Mina del Molí
- Mina Nova
- Parròquia de l'Assumpció
- Poliesportiu El Garrigó
- Sala Parroquial
- Societat de Caçadors